# Gheorghe Constantinide
Gheorghe Constantinide (13 novembre 1928 – 14 ottobre 2003) è stato un cestista rumeno.

## Carriera
Con la Romania ha disputato le Olimpiadi del 1952, segnando 1 punto in 2 partite.